# Underwood & Underwood

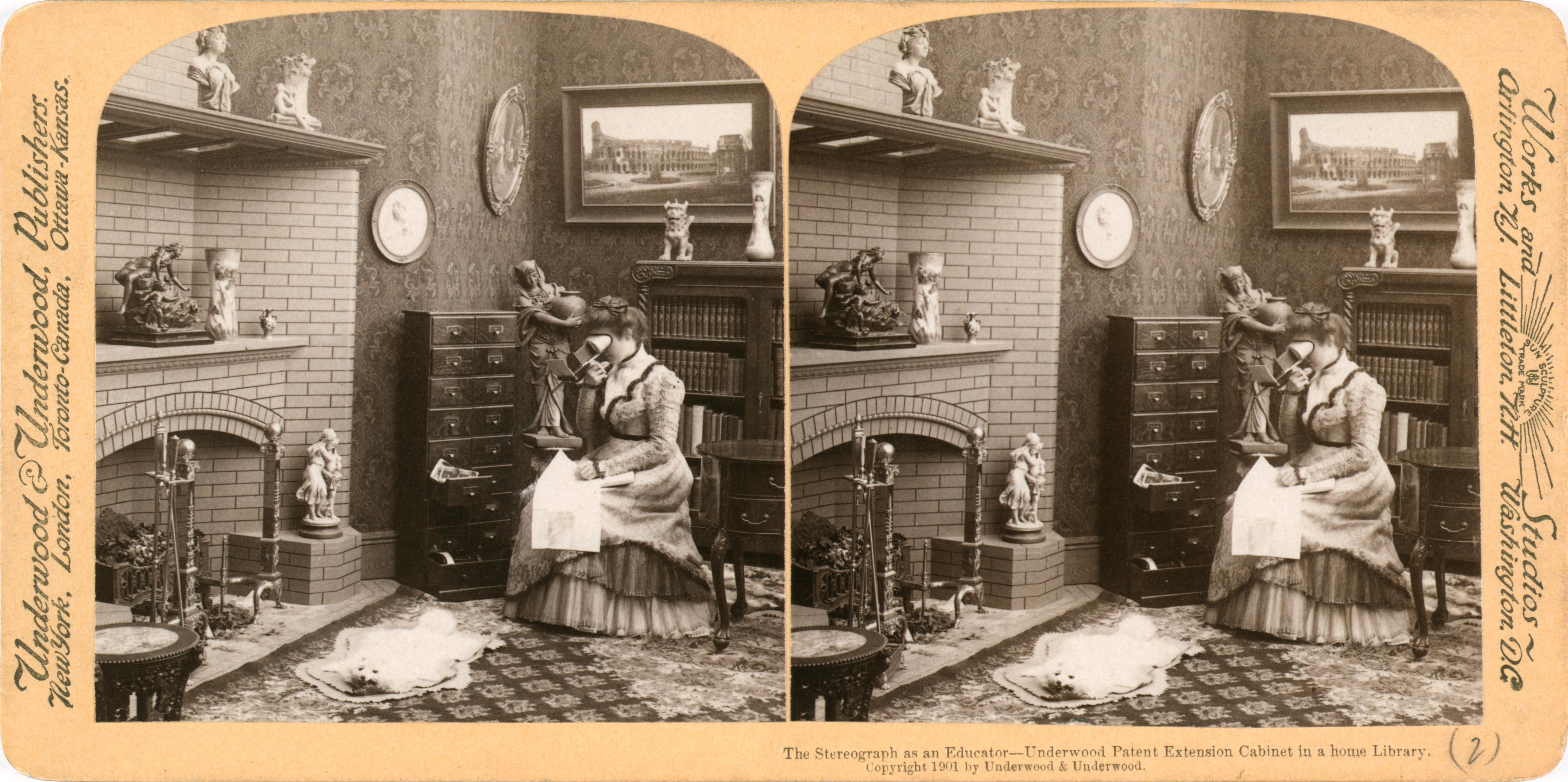
Underwood & Underwood: The stereograph as an educator, Stereoskopie von 1901

Underwood & Underwood war ein US-amerikanisches Unternehmen zur Herstellung und zum Vertrieb von Stereoskopien und anderem fotografischen Bildmaterial. Im Zuge der Ende des 19. Jahrhunderts aufkommenden Reportagefotografie avancierte Underwood & Underwood zu einer der ersten weltweiten Nachrichten-Bildagenturen mit Niederlassungen in London, New York und Toronto.

## Geschichte
Das Unternehmen wurde im Jahr 1881 in Ottawa, Kansas, von den Brüdern Elmer Underwood (* 1859 in Fulton County, Illinois; † 1947 in Saint Petersburg, Florida) und Bert Elias Underwood (* 1862 in Oxford, Illinois; † 1943 in Tucson, Arizona) gegründet. 1887 zog die florierende Firma nach New York.

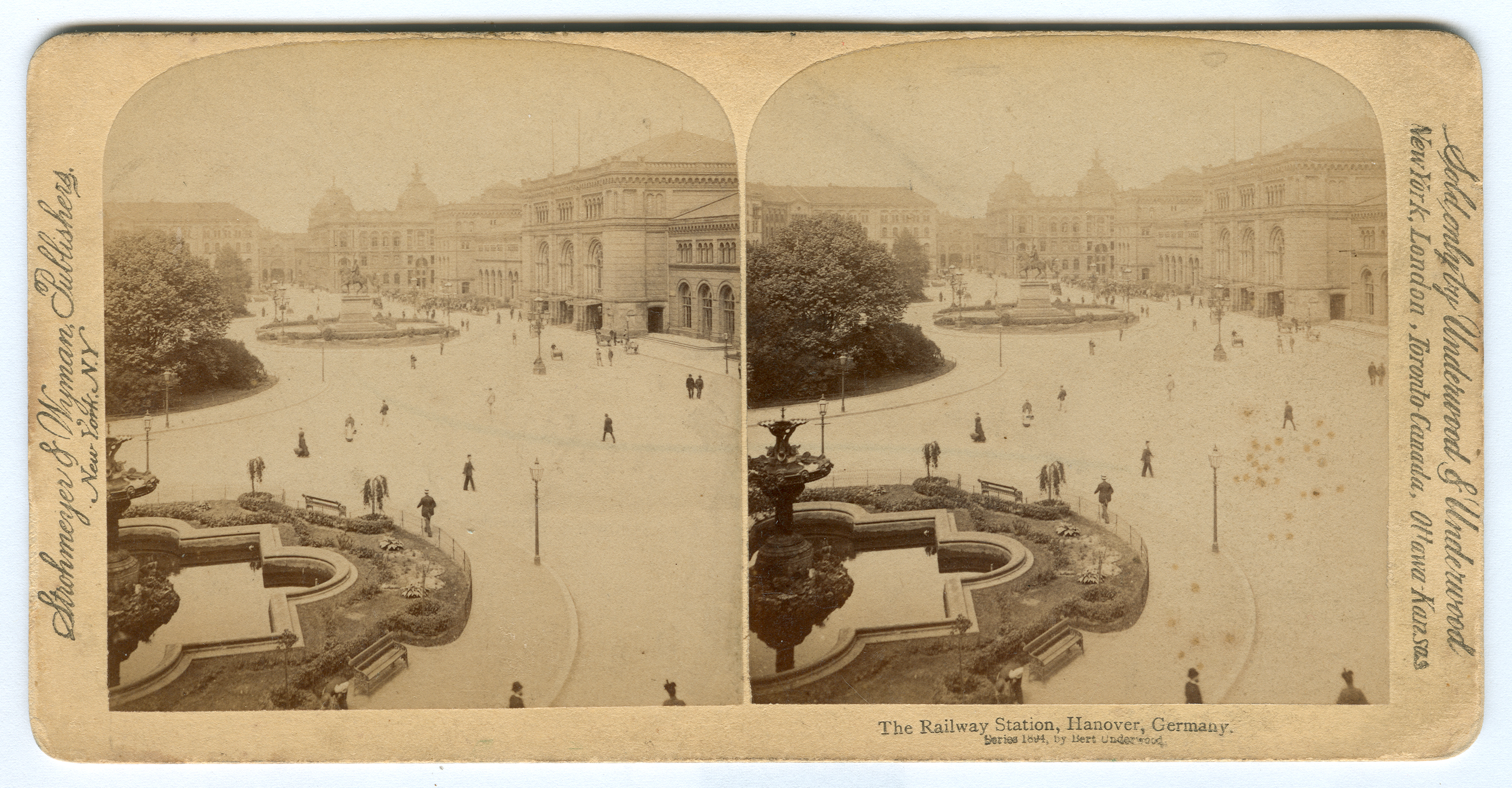
Aus den 1894 Serien: Hannover Hauptbahnhof von Bert Underwood.

Um 1890 begann Bert Underwood selbst zu fotografieren und erweiterte das Spektrum des Unternehmens um Fotodokumentationen. Ab 1897 beschäftigten Underwood & Underwood einen Stab aus freien und fest angestellten Fotografen, im selben Jahr übernahm die Firma den Bestand der Stereoskopiehersteller Charles Bierstadt, J.F. Jarvis und Littleton View Company. Die Kriegsfotografen von Underwood & Underwood dokumentierten derweil fast sämtliche großen Konfliktherde der damaligen Zeit: Den Türkisch-Griechischen Krieg von 1897 (fotografiert von Bert Underwood an der griechischen Front), den Spanisch-Amerikanischen Krieg von 1898, den Burenkrieg von 1899 bis 1902 und den Russisch-Japanischen Krieg von 1904/1905.
Zur Jahrhundertwende 1900 produzierte die Firma um die 25.000 Stereo-Foto-Karten am Tag und galt mit der Herstellung von insgesamt 10 Millionen Karten und 30.000 Betrachtungsgeräten im Jahr als damals weltweit größter Anbieter. Die Fotokarten wurden in thematisch sortierten Boxen angeboten, die größtenteils Anschauungsmaterial für schulische Zwecke, religiöse Sujets und Reisefotografien beliebter Touristenziele enthielten. Entsprechende Titel waren beispielsweise Palestine Through the Stereoscope oder Traveling in the Holy Land Through the Stereoscope. In den USA entwickelte sich die Stereoskopie fast zu einer Massenbewegung.

### Stereoskopien zu Bildungszwecken
Häufig waren die Bildserien als fortlaufende Erzählungen arrangiert, die den Betrachter, insbesondere Kinder, auf eindringliche Weise über die Ursachen und Wirkungen „sündhaften Verhaltens“ wie Alkoholismus, sexuelle Versuchung, Ehebruch oder Diebstahl aufklären sollten. Dies geschah durch zum Teil überraschend drastische Darstellungen, wie beispielsweise düstere Szenarien mit betrunkenen Kindern, die in schäbigen Wohnungen hausten. Albert E. Osborne, Präsident von Underwood & Underwood, warb in einem von der Firma herausgegebenen Handbuch damit, „dass das Stereoskop den Betrachter mit einer großen Bandbreite unterschiedlichster Umgebungen bekannt macht und eben auch die schändlichen Zustände zeigt, die die moderne Gesellschaft plagen.“ Neben dem erzieherischen Aspekt befasste sich Osborne außerdem mit den Gefühlen, die Bilder beim Betrachter erzeugen können und versuchte dies anhand von Diagrammen darzustellen.

### Bildberichterstattung und Kriegsfotografie

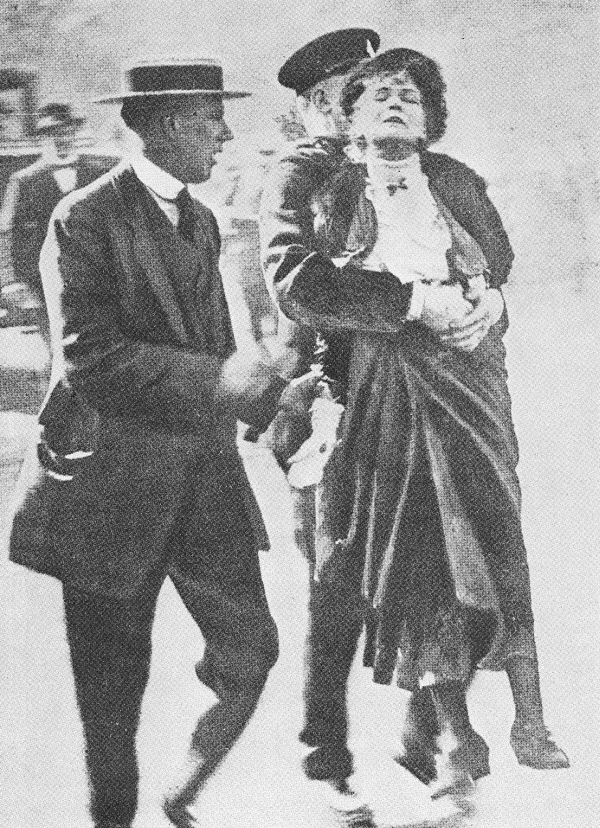
Verhaftung Emmeline Pankhursts am 22. Mai 1914 vor dem Buckingham Palace

Ab 1910 setzten Underwood & Underwood verstärkt auf aktuelle fotografische Berichterstattung, während die Herstellung der Stereoskopien mit Beginn des Ersten Weltkrieges reduziert wurde. Elmer Underwood leitete mittlerweile das Londoner Büro. Zunehmend als Nachrichten-Bildagentur agierend, bedienten die Underwoods die wichtigsten amerikanischen und europäischen Zeitungen und Zeitschriften mit Pressefotos. Ein bekanntes, vielfach abgedrucktes Bild der Agentur zeigt die Festnahme der Frauenrechtlerin Emmeline Pankhurst am 22. Mai 1914 vor dem Buckingham Palace in London. 1915 gaben Underwood & Underwood ein erstes „European War Boxset“ mit Stereofotografien vom Kriegsgeschehen heraus. Mit Kriegsende erwies sich der europäische Markt jedoch als unrentabel und die Nachfrage nach Stereofotografien ging zurück. In den USA hielt sich die Vorliebe für die räumlichen Bilder etwas länger, schließlich verdrängte die Ansichtskarte die Stereoskopie endgültig. In den 1920er Jahren verkauften Underwood & Underwood den Großteil der Rechte ihrer Stereoskopien (schätzungsweise eine Million Motive) an die Keystone View Company in Meadville, Pennsylvania, die damit Marktführer wurden. In den 1930er Jahren vermarktete Keystone die Stereoskopie als Therapie zur Beseitigung von Augenfehlstellungen und gründete zu diesem Zweck eigens ein „Stereophthalmic Department“.

### Luftbildfotografie
In den Jahren 1924 und 1925 lieferte die Bildagentur die ersten gesteuerten Luftbildfotografien der noch jungen Städte Miami und Miami Beach. Die rund 400 Fotografien dokumentieren den ersten Bauboom der entstehenden Metropolen vor dem vernichtenden Hurrikan im Jahre 1926 (Great Miami Hurricane).

### Auflösung
1924 wurde der Illustrator und Fotograf Lejaren (John) Hiller (1880–1969) Vizepräsident von Underwood & Underwood. 1925 zogen sich die Gebrüder Underwood aus dem Geschäft zurück. Noch gegen Ende der 1920er Jahre zählten Underwood & Underwood zu den größten kommerziellen Fotodienstleistern in den USA, doch mit dem Beginn der Great Depression ging das Interesse an der Stereoskopie verloren. Ab 1931 wurde das Unternehmen, nunmehr unter Leitung der Söhne C. Thomas Underwood und E. Roy Underwood, in vier einzelne Firmen aufgeteilt. 1940 wurde das Unternehmen aufgelöst.

### Verbleib
Insgesamt brachten Underwood & Underwood etwa 30.000 bis 40.000 Titel stereoskopischer Serien auf den Markt. Die Fotoarchive von Underwood & Underwood wurden 1972 vom Bettmann-Archiv aufgekauft (heute Corbis). Des Weiteren befinden sich Bestände unter anderem in der Sammlung der Library of Congress in Washington, D.C. und der Trent University in Peterborough (Ontario), Kanada.